# Sales
Sales este un oraș în São Paulo (SP), Brazilia.